# 黒田 (深谷市)
黒田（くろだ）は、埼玉県深谷市の大字。郵便番号は369-1244。

## 地理
埼玉県の北部地域で、深谷市の南部に位置する。区域の東側を畠山、南川を赤浜、西側を荒川、北側を永田と隣接する。花園インターチェンジ東側一帯にあたり、秩父鉄道の新駅「ふかや花園駅」が建設された。地内北部は蟹沢排水路が秩父鉄道に沿って流れ、一面優良農地であったが、2022年にはふかや花園プレミアム・アウトレットが開業した(なお、アウトレット周辺は2023年に地名変更が行われ、黒田地内ではなくなった）。地内南東端は畠山との境界線上を荒川が流れ、その左岸沿いに河岸段丘があり、古くからの民家も多く見られる。

## 歴史
かつては黒田村であった。
- 1889年（明治22年）4月1日 - 小前田村、武蔵野村、荒川村、黒田村、永田村、北根村が合併し、花園村成立。花園村大字黒田となる[5]。
- 1977年（昭和52年）4月1日 - 地内の黒田古墳群が、花園村（当時）指定史跡に指定された。
- 1983年（昭和58年）6月1日 - 花園村が町制施行し花園町となる。
- 2006年（平成18年）1月1日 - 花園町が深谷市に編入され、深谷市の大字となる。
- 2023年（令和5年）10月7日 - 大字黒田、大字永田の一部から花園が独立。

## 世帯数と人口
2017年（平成29年）10月1日現在の世帯数と人口は以下の通りである。
| 大字 | 世帯数  | 人口    |
| ---- | ------- | ------- |
| 黒田 | 492世帯 | 1,266人 |

## 小・中学校の学区
町立小・中学校に通う場合、学区は以下の通りとなる。
| 番地 | 小学校             | 中学校             |
| ---- | ------------------ | ------------------ |
| 全域 | 深谷市立花園小学校 | 深谷市立花園中学校 |

## 交通

### 鉄道
秩父鉄道
- ふかや花園駅

### 道路
- 関越自動車道
- 国道140号
- 国道140号バイパス

## 施設
- 薬王寺 - 中島徳三郎の頌徳碑がある[5]。
- 豊栄神社[5]
- 観音堂 - 黒田古墳群19号墳がある。
- 黒田古墳群
- 埼玉県警察本部高速道路交通警察隊 花園分駐隊
- 寄居警察署黒田駐在所。
- 埼玉県トラック総合教育センター
- 県営花園黒田住宅
- 花園インターチェンジ（一部）
- 黒田公園
- 寄居変電所